# 裸蛇
裸蛇，另稱Big Boss。是由科樂美的小島秀夫和新川洋司創作的電子遊戲潛龍諜影系列中的虛構人物，特徵為遮住右眼的眼罩，其獨眼形象與經歷為參考電影角色大蛇·普利斯金而來，名字John與頭帶造型則是參考《第一滴血》的主角约翰·，另外在遊戲的錄音帶輯裡提到裸蛇也有些影射到真實人物。
第一次是以反派頭目的身分登場，後來於《潛龍諜影3 食蛇者》首次擔任主角，之後小島秀夫又推出了《潛龍諜影 和平先驅》與《潛龍諜影V 原爆點》、《潛龍諜影V 幻痛》來補完裸蛇在初代《Metal Gear》之前所經歷的一切，其充滿傳奇的故事與命運使裸蛇得到相當高的人氣，甚至高過他的複製人也就是身為初代主角的固蛇。

## 冷戰時期的經歷
本名約翰（John），小名傑克（Jack，有說是在CIA時的代號），身高180／192公分，體重89公斤，以英語為母語。出生於1935年，是位戰爭孤兒。1964年（《3食蛇者》）時28歲，為美國CIA特種部隊Fox Unit成員，代號裸蛇（Naked Snake），曾參與「食蛇者作戰」（Operation Snake Eater），阻止了在美蘇之間的大戰，並在美國的下令下不情願地殺死了被稱作「傳說中的士兵」的恩師The Boss，而得到Big Boss的稱號，同時對祖國起了不信任的心，其後從FOX Unit中退役。
在《掌上行動》中被絕對士兵NULL（Perfect Solider）擊倒並被囚禁。中途與Elisa另一個凶暴人格Urusula（受Gene呼喚而甦醒）駕駛之Metal Gear RAXA（Metal Gear實驗機）作戰，以肉身打倒了Metal Gear RAXA，Elisa當場身亡，因為Gene使用了ESP能力令士兵們自相殘殺，令Jonathan為自己擋下了兩發致命的攻擊而死。最後以RPG-7令飛行途中的Metal Gear毀滅。
裸蛇與同樣曾為The Boss部下的瑟羅（Zero）決定一同接收The Boss世界一統的遺志而一起成立了「愛國者們」（The Patriots），但是瑟羅想用恐怖統治的方式來征服世界，還在裸蛇不知情的情況下執行「恐怖之子計劃（／Les Enfants Terribles）」，利用裸蛇的基因製作了八個裸蛇的複製人，而固蛇（Solid Snake）、液蛇（Liquid Snake）和Solidus Snake正是其中三人。
裸蛇知道了消息後和瑟羅決裂，離開了美國與本為中國間諜的戀人Eva，與副官和平·米勒（Kazuhira Miller）在1970年（《和平先驅》）一同成立了「無國境軍隊」（／Militaires Sans Frontières：MSF），期望軍人不會再作為國家政權的棄子而是日常必需品。
1974年接受來自哥斯大黎加的少女帕茲（Paz）的請求阻止了CIA與KGB的陰謀破壞了AI兵器「和平行者」（Peace Walker）再度阻止核戰並拯救了美國與哥斯大黎加，並於該年結識了休伊（Huey）與奇愛（Strangelove）兩位博士與FSLN首領亞曼達（Amanda）和她的弟弟齊可（Chico）。而事後帕茲表明了自己雙重間諜的身分，奪取AI兵器Metal Gear ZEKE與核彈和裸蛇交戰並遭擊敗，之後落海下落不明。
於1975年裸蛇為了拯救同伴齊可與被擄走的帕茲而獨自潛入敵方基地，卻因此使無國界軍隊總部遭骷髏臉（Skull Face）洗劫（實際上為休伊博士通敵之故，至此為原爆點的故事情節），帕茲與齊可皆在此事件裡死亡，裸蛇之後在The Boss的兒子奧塞羅特（Ocelot）的協助下隱藏九年。

## 毒蛇（Venom Snake）時期
於1984年裸蛇與奧塞羅特共謀將昏迷九年的MSF的一位醫療兵整形成裸蛇的樣子擔任其替身，整容替身從昏迷中醒來之後便自稱毒蛇（Venom Snake）以Big Boss的外號重建了無國界軍團與接收米勒成立的「鑽石犬」部隊（Diamond Dogs）同時以為自己就是真正的Big Boss，之後毒蛇打敗了骷髏臉成功復仇並知道了自己真正的身分，而毒蛇在經歷這一切的戰鬥後認同並接受了裸蛇的信念，決定与裸蛇合作繼續擔任裸蛇的影武者。同一時間點，裸蛇本人在為了能與愛國者們抗衡，在他處轉戰各地建立新的「國家」。後來毒蛇於1995年成立了獨立武裝國家「世外桃源」（Outer Heaven）並與愛國者們宣戰，世外桃源此時的勢力逐漸發展到不可忽視的程度，更開發出能夠機動投射核兵器的戰車「Metal Gear」。因此美國遂發動N313入侵作戰（Operation Intrude N313），派出精銳士兵固蛇深入調查，最後終於成功破壞Metal Gear TX-55並且殺害了毒蛇。在毒蛇「死亡」之後由Roy Campbell成為了整個部隊的領導者，而其後和平·米勒得知了Big Boss使用替身的事情決定與其絕交，轉而支持身為替身的毒蛇。

## Big Boss本尊的動向與死亡
其後於1999年本尊在贊給巴爾之亂（Zanzibar Land Disturbance）中被Roy Campbell所指揮的固蛇用噴火器所嚴重燒傷（失去雙手雙足和右耳），但身體被「愛國者們」組織回收並被用奈米機械治療並維持性命。於2005年和平·米勒在家中遭到液蛇派來的殺手用毒氣暗殺。直到2014年「愛國者之槍事件」前，Eva和奧塞羅特聯手擊潰愛國者，奪回了Big Boss的身體，並利用複製人Solidus Snake的身體組織修復損傷並喚醒。而固蛇也在此時參加了反愛國者的戰事。事件結束後Big Boss去對固蛇說出一切背後的真相，為變成植物人的瑟羅進行安樂死，同時也醒悟了自己一直誤解他的恩師The Boss的遺志，最後被固蛇所傳染的新種FoxDie病毒感染而在兒子固蛇的懷下逝世，享年89歲。

## 人物
約翰是一位潛伏專家，並擅長各種槍械的使用，曾被The Boss教授一切近戰格鬥術「CQC」，並能將CQC活用於戰場上。另外「Naked Snake」的代號是因約翰作戰時身上並無帶任何的裝備，武器與補給都是從戰場上拾來（但自成立無國界軍隊之後就幾乎不以此方式作戰）。
個性方面與固蛇有些相似，談話幽默也都喜歡紙箱，但是由於經歷沉重之故個性較為沉穩。在野外找到的動植物皆是以能否食用為第一思考方向，本人在跟帕茲討論哥斯大黎加的生態時說過只對能吃的東西有興趣，不擅長看恐怖電影相當怕鬼，而且約翰相信聖誕老人真的存在。
|                   | 声優（日語版） | 声優（英語版） | 動態擷取演員 |
| ----------------- | -------------- | -------------- | ------------ |
| 潛龍諜影3 食蛇者  | 大塚明夫       | 大衛·海特      | 吉田瑞穗     |
| 潛龍諜影 掌上行動 | 大塚明夫       | 大衛·海特      | -            |
| 潛龍諜影 和平先驅 | 大塚明夫       | 大衛·海特      | 田中美央     |
| 潛龍諜影4         | 大塚周夫       | Richard Doyle  | 大塚明夫     |
| 潛龍諜影V         | 大塚明夫       | 基佛·蘇德蘭    | 基佛·蘇德蘭  |